# Paavo Ruotsalainen

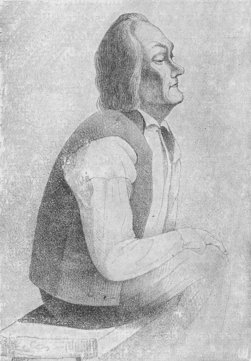
Paavo Ruotsalainen

Påhl Henrik Ruotsalainen, kallad Ukko-Paavo ("ukko" betyder "gubbe") eller Löyhkä-Paavo ("löyhkä" betyder "stank"), född 9 juli 1777 i Lapinlax, död 27 januari 1852 i Nilsiä, var en finsk väckelseledare och vandrarpredikant.

## Biografi
Ruotsalainen var född som son till en bonde, och fick redan i sin ungdom syndaånger när han läste Bibeln, och fick frid först 1799 efter ett besök hos smeden Jakob Högman i Laukas nära Jyväskylä. Efter detta uppträdde han i sin hemtrakt som predikare och samlade omkring sig väckelsetrogna, vars ledare han blev. 1822 kom han i kontakt med Henrik Renqvist, men kom inte i samförstånd med honom. 1834 fann han likasinnade i Niilo Kustaa Malmbergs och Jonas Lagus väckelserörelser i Mellersta Österbotten. Efter detta förenades Savolax och Österbottens väckelser. Ruotsalainen blev hela väckelsens ledargestalt. 
Ruotsalainen betonade personlig livskontakt med Kristus och ansåg att man såsom i en tävlan skulle överlåta sin själ i Kristi nåd. Av hans väckelserörelse utvecklades en maktfaktor som på ett djuplodande sätt påverkade den finska lutherska kyrkan, dess förkunnelse och religion.
Ruotsalainen vandrade mycket omkring för att förkunna evangeliet. Han lär ha färdats över 30 000 kilometer, stora delar till fots 
Kompositören Joonas Kokkonen skrev 1975 operan De sista frestelserna, som handlar om Ruotsalainens liv.